# کشتی بخار ویلی
کشتی بخار ویلی (انگلیسی: Steamboat Willie) یک فیلم پویانمایی کوتاه آمریکایی محصول ۱۹۲۸ به کارگردانی والت دیزنی و آب آیورکس است. این فیلم به صورت سیاه و سفید توسط استودیوی انیمیشن والت دیزنی تولید شد و توسط پت پاورز منتشر شد. این کارتون اولین نمایش عمومی میکی ماوس و مینی ماوس در نظر گرفته می‌شود، کشتی بخار ویلی سومین فیلم میکی بود که تولید شد، اما اولین فیلمی بود که توزیع شد، زیرا دیزنی، با دیدن خواننده جاز، خود را متعهد به تولید یکی از اولین کارتون‌های کاملاً هماهنگ صدا کرده بود.
این فیلم به‌ویژه به دلیل اینکه یکی از اولین کارتون‌هایی با صدای هماهنگ و همچنین یکی از اولین کارتون‌هایی است که دارای موسیقی متن کاملاً پس‌تولید شده است، که آن را از کارتون‌های صوتی قبلی متمایز می‌کند. کشتی بخار ویلی به محبوب‌ترین کارتون روز خود تبدیل شد.
این فیلم نه تنها به دلیل معرفی یکی از محبوب‌ترین شخصیت‌های کارتونی جهان، بلکه به دلیل نوآوری فنی آن، مورد تحسین گسترده منتقدان قرار گرفت. کارتون کوتاه اغلب به عنوان یکی از تاثیرگذارترین کارتون‌های ساخته شده در نظر گرفته می‌شود. انیماتورها کشتی بخار ویلی را به عنوان سیزدهمین کارتون برتر تمام دوران در کتاب ۵۰ بهترین کارتون در سال ۱۹۹۴ انتخاب کردند و در سال ۱۹۹۸، این فیلم توسط کتابخانه کنگره ایالات متحده برای حفظ در فهرست ملی فیلم انتخاب شد. این کارتون در ۱ ژانویه ۲۰۲۴ در کنار سایر آثار منتشر شده در سال ۱۹۲۸ وارد مالکیت عمومی در ایالات متحده شد.